# Susanne Klein

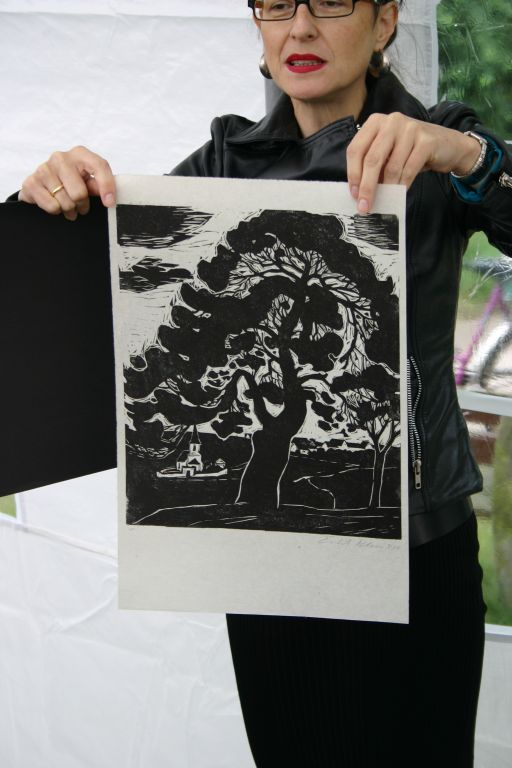
Susanne Klein mit dem Bild Die Föhre, eines der bekanntesten Bilder ihres Vaters Eitel Klein

Susanne Klein (* 13. Juni 1955 in Nürnberg; † 21. Juli 2013 in Hamburg) war eine deutsche bildende Künstlerin.

## Leben
Susanne Klein wurde als Tochter des Malers Eitel Klein und seiner Frau Barbara Klein in Nürnberg geboren. 1974 begann sie ihr Studium an der Akademie der Bildenden Künste Nürnberg, das sie 1979 mit dem Staatsexamen in Kunsterziehung absolvierte. In den Jahren 1981 bis 1986 folgte das Studium Freie Kunst an der Hochschule für bildende Künste Hamburg. Seit 1988 war sie als Bildende Künstlerin tätig.
Klein betätigte sich künstlerisch zunächst in der Malerei, in der Fotografie und in der Schaffung von Videos. Später entstanden Objekte, Stoffarbeiten und Plastiken. Im Mittelpunkt ihrer Arbeiten standen hauptsächlich Menschen mit ihren unterschiedlichen Facetten.
Von 1991 bis 2001 arbeitete sie in einem Hamburger Domina-Studio, bis eine Erkrankung sie zwang, diese Tätigkeit aufzugeben. In dem 2013 erschienenen Buch Aus Lust am Schmerz beschreibt die Künstlerin ihre Erlebnisse als Domina.

## Stipendium
1998 hatte Susanne Klein ein Arbeitsstipendium für bildende Künste der Kulturbehörde der Freien und Hansestadt Hamburg.

## Ausstellungen
Von 1988 bis 2015 fanden zahlreiche Ausstellungen in Nürnberg, Hamburg, Berlin, Erlangen, Weimar und Esslingen am Neckar statt.
Auswahl:
- 1988: Kunsthaus Nürnberg
- 1989: Fränkische Künstler, Kunsthalle Nürnberg
- 1991: KX Kampnagel, Hamburg
- 1996: Freiraum Fleetinsel, Hamburg, Fotoausstellung Männerkörperinszenierungen (Einzelausstellung)
- 1997: KX Kampnagel, Hamburg, Teilnahme an der Ausstellung Joy and Pain
- 1998: Künstlerhaus Bethanien, Berlin, Berlin Neid Show
- 1998: Berlin Biennale/Plattform, Neid Videoshow
- 1999: Kunsthaus Hamburg, Endausstellung Stipendiaten 98 des Arbeitsstipendiums für bildende Kunst
- 2000: Galerie Andreas Schlüter, Hamburg Laufen lernen (Einzelausstellung)
- 2000: Expo 2000, Hannover, The body between condition & construction, Videoprogramm
- 2004: Der Film „Aus den Schränken & Schachteln“ läuft sechs Monate in der Galerie der Gegenwart der Hamburger Kunsthalle
- 2005: Ausstellung Polymorph pervers im Rahmen des Kunstfestes Weimar
- 2006: Ausstellung Von Angesicht zu Angesicht, Kunstmuseum Erlangen
- 2008: Instant & ambulant & permanent, Extraraum, Berlin (Einzelausstellung)
- 2009: MAN SON 1969, vom Schrecken der Situation, Hamburger Kunsthalle
- 2009: Sittenbilder, Altes Innenministerium Erfurt
- 2010: MAN SON 1969, vom Schrecken der Situation, Villa Merkel, Esslingen am Neckar
- 2015: in memoriam Susanne Klein, Kunstmuseum Erlangen

## Filme
- 1997 „Meine Schuhe“[1]
- 2001 „Aus den Schränken & Schachteln“[2] – wurde auf der 1. Berlin Biennale 2000 gezeigt